# Stefan Terblanche

a Compétitions nationales et continentales officielles uniquement.

b Matchs officiels uniquement.
Stefan Terblanche, né le 2 juillet 1975 à Mossel Bay (Afrique du Sud), est un joueur international sud-africain de rugby à XV, évoluant principalement aux postes d'ailier ou d'arrière.

## Biographie
Il commence sa carrière internationale avec les Springboks contre l'Irlande en 1998. 
Il joue d'abord pour les Cavaliers jusqu'en 1998, puis il décide de jouer désormais chez les Sharks.
Il part en 2003 au pays de Galles jouer pour la franchise des Ospreys, signifiant la fin de ses sélections internationales.

## Palmarès
- Vainqueur du Tri-nations en 1998 avec l'équipe d'Afrique du Sud.
- Troisième de la Coupe du monde en 1999 avec l'équipe d'Afrique du Sud.

## Statistiques en équipe nationale
Entre 1998 et 2003, Stefan Terblanche compte 37 capes en équipe d'Afrique du Sud, dont 32 en tant que titulaire, à partir du 13 juin 1998 contre l'équipe d'Irlande à Bloemfontein. Il inscrit 19 essais (95 points) durant sa carrière internationale.
Avec les Springboks, il participe à quatre éditions du Tri-nations en 1998, 1999, 2002 et 2003. Il dispute également deux Coupes du monde en 1999 et 2003.